# Порт Вейхай
Порт Вейхай (кит.: 威海港) — морський порт на Жовтому морі в околицях міста Вейхай, провінція Шаньдун, Китайська Народна Республіка.

## Історія
У 2011 році порт Вейхай разом із трьома іншими китайськими портами в східнокитайській провінції Шаньдун підписали стратегічний альянс із найбільшим портом Республіки Корея (РК). Альянс сформований спільно портом Циндао Шаньдуна, портом Яньтай, портом Жічжао, портом Вейхай і портом Пусан Південної Кореї з метою створення транспортно-логістичного центру в Північно-Східній Азії.